# S-tog
Az S-tog a dán főváros, Koppenhága városi-elővárosi vasúthálózata, amely a városközpontot köti össze az agglomerációval. Az első vonal 1934-ben épült, mára a napi 240 000 utast kiszolgáló hálózat a tömegközlekedés infrastruktúrájának magját alkotja a városban. Teljes mértékben a DSB S-tog A/S társaság tulajdonában és üzemeltetésében van. Működési elvében a német S-Bahn hálozatokhoz hasonló.

## A hálózat
Az S-tog hálózatot a koppenhágai metró vonalai és egy kiterjedt autóbuszvonal-hálózat egészíti ki. Bár ezek különböző társaságokhoz tartoznak, egységes jegyrendszert alkalmaznak. A város legtöbb pályaudvara S-tog állomások mellett fekszik.
A városközpontban a síneket föld alatt vezetik, és egy állomás is a felszín alatt kapott helyet. A belvároson kívül a felszínen futnak a vonalak, gyakran töltéseken. Bár Høje Taastrup és Klampenborg között az S-tog párhuzamosan fut a vasúti fővonallal, attól teljesen elkülönül, saját jelző- és energiaellátási szabványokkal. Bár vannak vágánykapcsolatok a fővonalakkal, azokat csak különleges esetekben (többnyire kiszolgáló, karbantartó járművek) használják.
A hálózat alapja egy központi szakasz, amely mindkét végén három sugárirányú vonalra bomlik. A három déli sugárirányú vonal:
- a Køgebugtbanen Hundige és Køge felé,
- a Vestbanen Høje Taastrup felé, valamint
- a Frederikssundbanen Ballerup és Frederikssund felé;

az északi vonalak pedig:
- a Hareskovbanen Farum irányába,
- a Nordbanen Holte ill. Hillerød felé, és
- a Klampenborgbanen Klampenborgba.

A sugárirányú vonalakat egy gyűrűirányú vonal, a Ringbanen egészíti ki.

## Története
A hálózat első vonalaként 1934. április 3-án nyílt meg a Klampenborg-Hellerup-Frederiksberg vonal, egyben Dánia első villamosított vonala is ez volt. 1934. május 5-én nyílt meg a Hellerup-Koppenhága főpályaudvar vonal, melyet november 1-jén Valby-ig meghosszabbítottak. A következő évtizedekben a hálózat elérte Hillerød és Køge városokat, majd Farum, Ballerup und Høje Taastrup elővárosokat. 2005-ben nyílt meg a gyűrűvonal, Hellerup-tól København Syd-ig, amely lehetővé tesz egy észak–déli utazást a városközpontot elkerülve. Ez a vonal egy korábbi, csak teherforgalmi elkerülő szerepű, nem villamosított vonal felhasználásával épült meg.

## Technikai jellemzők
A S-tog vonatai normál nyomtávolságú pályán futnak, 1500 V-os egyenáramú felsővezetékes táplálással. A betáplálásról 38 alállomás gondoskodik, melyek viszonylag sűrűn helyezkednek el.
Az elsődleges jelzési rendszer a „HKT” jelű jelfeladás, amelyet a sínek közötti indukciós hurkok adnak fel audio-frekvenciás rendszerrel. A különböző frekvencia-kombinációk lehetővé teszik különböző célsebességek feladását, így fékezési beavatkozással együtt lehetőség van rövidebb térközök használatára, mint a teljes sebességű fékút használatával. Ehhez azonban minden vonatnak azonos fékezési karakterisztikával kell rendelkeznie, nem lehet idegen jármű a vonalakon.
A pályamenti fényjelzők a HKT-rendszer kiesése vagy egy nem S-tog jármű közlekedése esetére, mindig működnek, de ebben az esetben a rendszer kapacitása kisebb a teljes fékutas térközök miatt.

## Járműpark
Jelenleg a járműpark a 4. generációnál tart, 1996 és 2006 között 104 darab nyolckocsis vonatot (DSB SA-SD sorozat) és 31 darab négykocsis vonatot (DSB SE-SH sorozat) helyeztek üzembe, melyekkel teljesen kiváltották a régebbi generációjú vonatokat. A vonatokat a Linke-Hofmann-Busch/Siemens szállította, a kocsik rövidebbek, mint az megszokott és egyetlen tengelyük van, másik végük a szomszéd kocsira támaszkodik, a végkocsiknak kettő tengelye van. A vonategységek automatikus Scharfenbergkupplunggal rendelkeznek, csúcsidőben csatolva közlekednek, 168 méteres vonathosszt lehetővé téve. A nyolckocsis vonatok mellett a négykocsis vonatok is csatolhatók, de akár ezek is egymással. Maximális sebességük 120 km/h.
A régebbi generációjú vonatokat (DSB MM-FU-MU-FS sorozat, 1967–1978-ból és DSB FC-MC-MC-FC sorozat, 1985–1986-ból) 2007. január 7-én kivonták a forgalomból, selejtezték, néhány darab a múzeumokba került. Egy vonat a DJK (Dansk Jernbane Klub) gondozásába került és különmenetek szervezéséhez fog rendelkezésre állni.

## Képgaléria

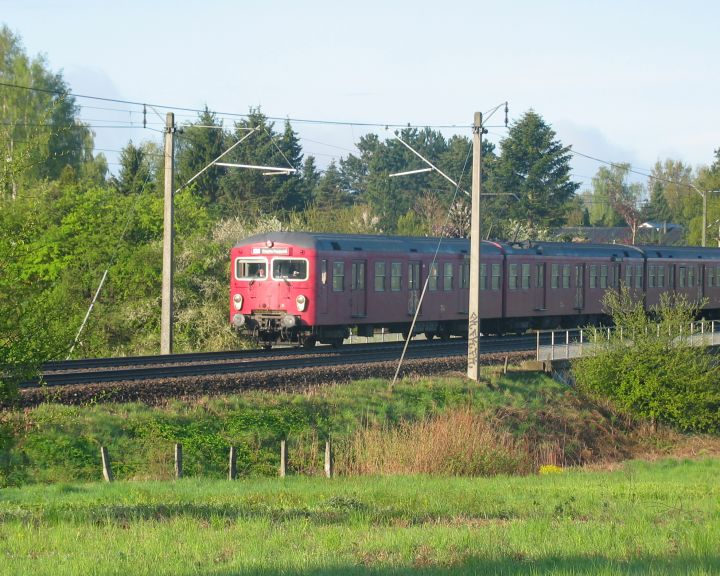
2. generációs szerelvény 1966-ból, 2007. februártól selejtezve
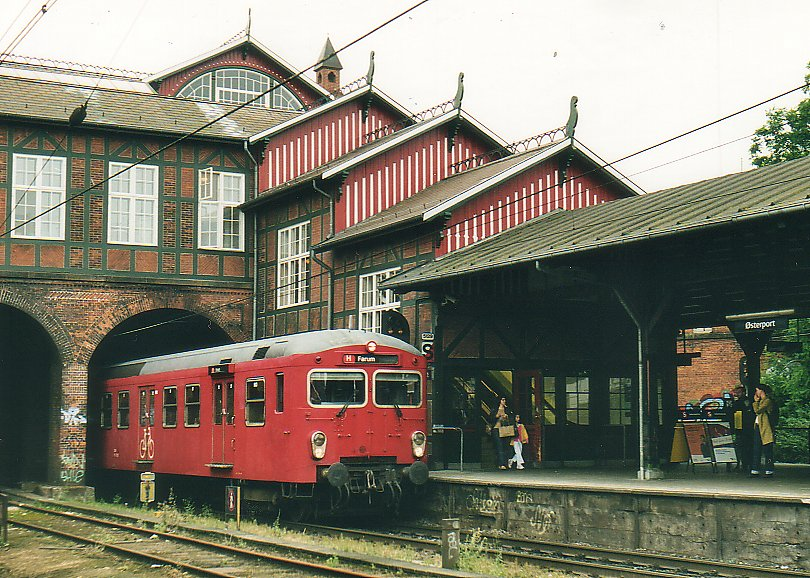
2. generációs szerelvény Østerport állomáson
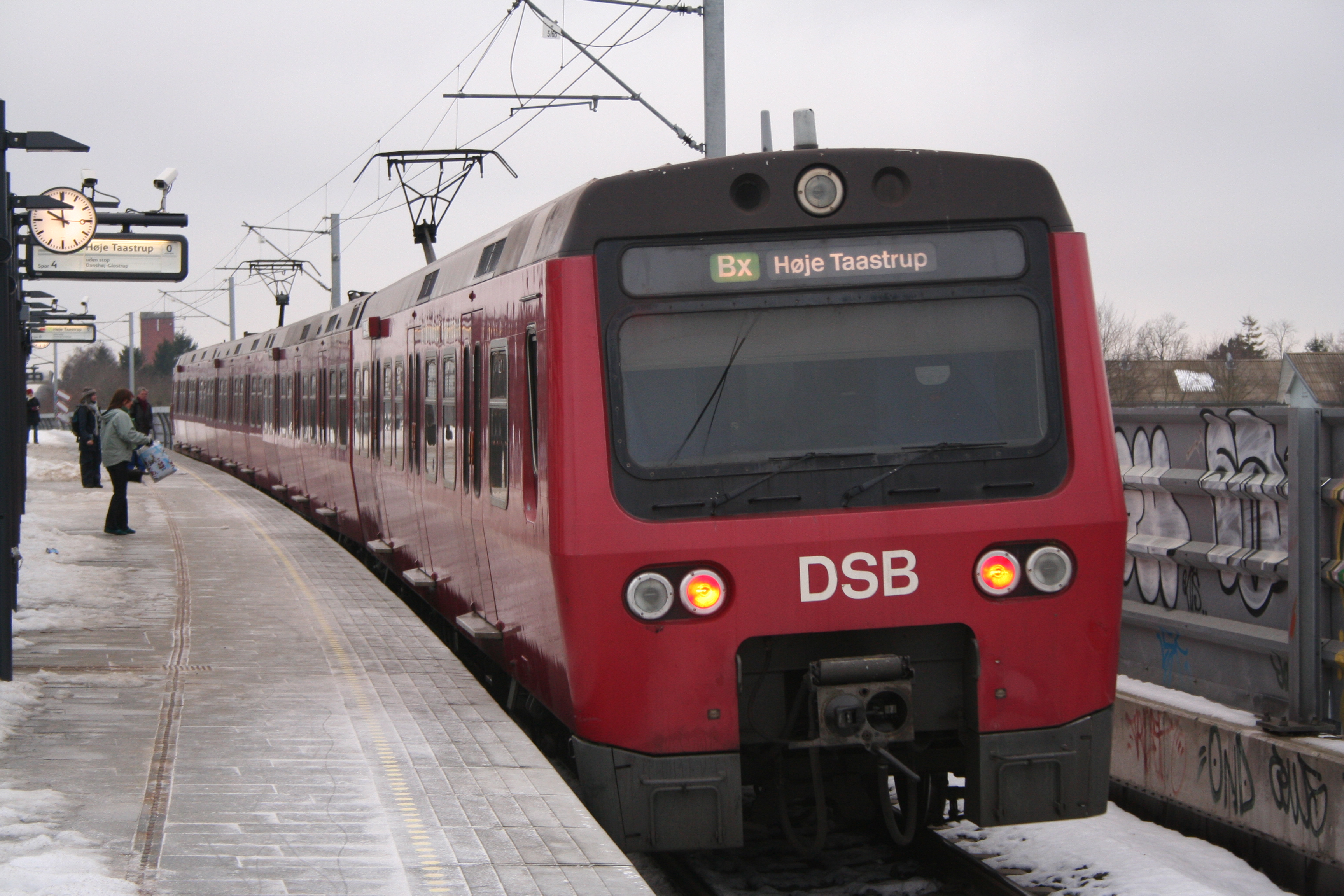
3. generációs szerelvény 1986-ból, 2006-tól selejtezve

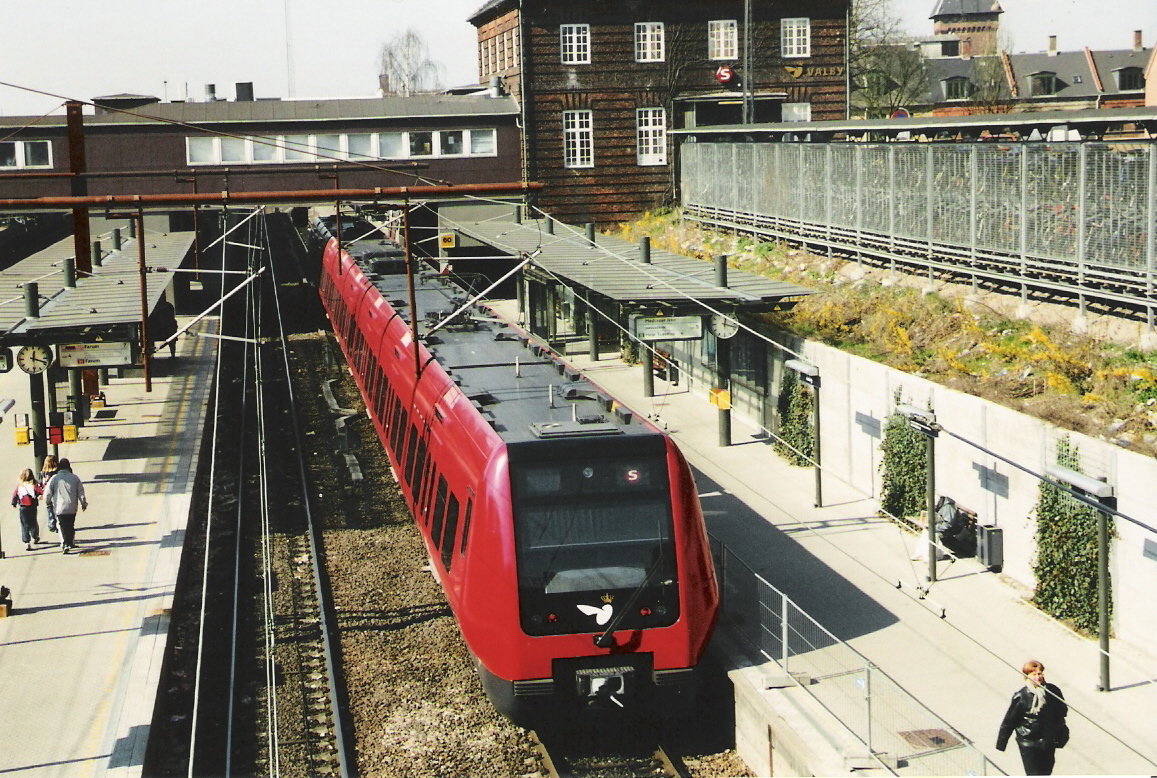
4. generációs szerelvény, 1996–2006-ban üzembe helyezve
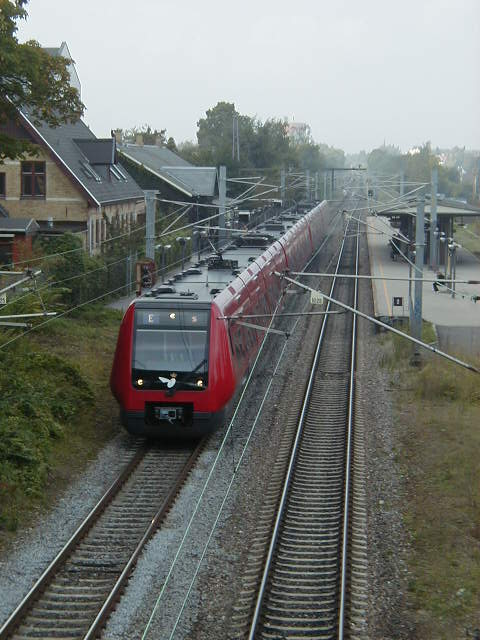
4. generációs szerelvény Gentofte állomáson
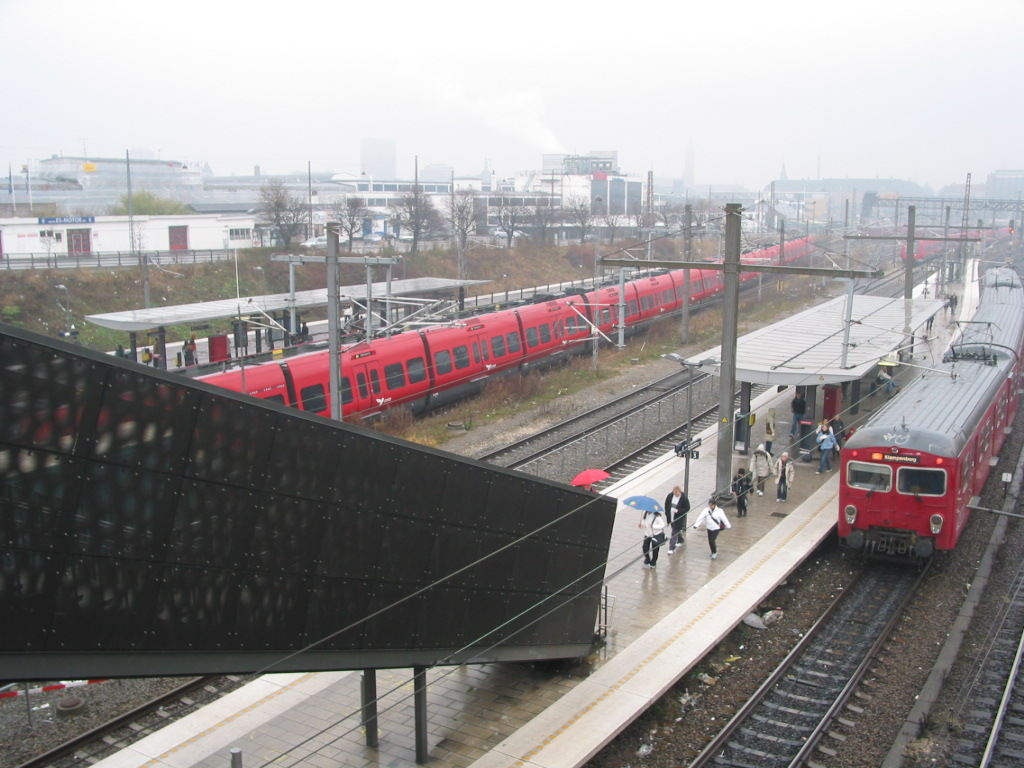
Egy 2. generációs és egy 4. generációs szerelvény Dybbølsbro állomáson